# Рубанович Віктор Євгенович
Віктор Євгенович Рубанович (1 вересня 1933, Харків — 28 червня 2007, Лейпциг) — радянський та український письменник-пародист.

## Біографічні відомості
У 1957 закінчив Харківський політехнічний інститут.
У 1957–1960 — інженер на Харківському плитковому заводі.
В 1960–1965 — інженер в Харківському НДІ «Гіпросталь» (1960 — 65).
У 1965–1967 працював у Харківському політехнічному інституті.
В 1967–1991 — інженер в Харківському НДІ " Енергосталь ".
в 1991–1994 — директор видавництва «Прогрес Лтд».
С 1997 — член Спілки російських письменників.
У 1994–2002 — заступник головного редактора харківського видавництва «Фоліо».
В 2002 — емігрував до Німеччини, жив у Лейпцигу.

## Твори
- Веселый Парнас. — Харьков: Прапор, 1990. — 63 с.
- Та самая Несси / Предисловие Вл. Новикова. — Харьков: Прогресс ЛТД, 1993. — 120 с.
- В стрессе от Несси / Вступ. ст. К. Я. Ваншенкин. — Харьков: Фолио, 1999. — 247 с.
- Обыкновенное Лох-Несское чудо. — Харьков: Крок, 2007. — 436 с.